# Bahal Batu II
Bahal Batu II is een bestuurslaag in het regentschap Tapanuli Utara van de provincie Noord-Sumatra, Indonesië. Bahal Batu II telt 1200 inwoners (volkstelling 2010).